# Legalidade da negação do Holocausto

Países que, em 2025, consideram a negação do Holocausto como crime.

Dezesseis países europeus e Israel têm leis contra a negação do Holocausto, a negação da matança genocida sistemática de aproximadamente seis milhões de judeus na Europa pela Alemanha nazista nas décadas de 1930 e 1940. Muitos países também têm leis mais amplas que criminalizam a negação do genocídio. Entre os países que proíbem a negação do Holocausto, Áustria, Alemanha, Hungria, Polônia e Romênia também proíbem outros elementos associados ao nazismo, como a exibição de símbolos nazistas. O Negacionismo do Holocausto é considerado um crime em dezesseis países: Alemanha, Áustria, Bélgica, Eslováquia, França, Grécia, Hungria, Israel, Liechtenstein, Lituânia, Polônia, Portugal, República Checa, Romênia, Suíça.
Leis contra a negação do Holocausto foram propostas em muitos outros países, incluindo os Estados Unidos e o Reino Unido. Essas leis propostas foram criticadas e enfrentaram oposição, principalmente por parte dos defensores dos direitos civis e dos direitos humanos, que afirmam que tais leis violariam os direitos estabelecidos na liberdade de expressão. As organizações que representam os judeus e outros grupos vitimados durante o Holocausto geralmente têm opiniões divididas sobre propostas de leis com esse intuito.
Alguns tribunais nos Estados Unidos, Alemanha e Reino Unido tomaram conhecimento judicial da ocorrência do Holocausto. Junto com a negação do genocídio, as tentativas de justificá-lo são puníveis em vários países.

## Críticas e comentários
Os estudiosos apontaram que os países que proíbem especificamente a negação do Holocausto geralmente têm sistemas jurídicos que limitam discursos comumente chamados de "discurso de ódio". De acordo com D. D. Guttenplan, esta é uma divisão entre "países com regime jurídico centrado na Common Law, tais como Estados Unidos, Irlanda e países da Commonwealth, e regime de direito civil, como países da Europa continental e da Escócia. Em países de direito civil, a lei é geralmente mais proibitiva. Além disso, no regime do direito civil, o juiz atua mais como inquisidor, recolhendo e apresentando provas, bem como interpretando-as". Michael Whine argumenta que a negação do Holocausto pode inspirar violência contra os judeus; ele afirma: "a experiência dos judeus na era pós-Segunda Guerra Mundial sugere que seus direitos são mais bem protegidos em democracias abertas e tolerantes que perseguem ativamente todas as formas de ódio racial e religioso".
János Kis e András Schiffer sentem que o trabalho dos negacionistas do Holocausto deve ser protegido pelo direito universal à liberdade de expressão. Um argumento idêntico foi usado pelo Tribunal Constitucional Húngaro (Alkotmánybíróság) liderado por László Sólyom quando derrubou uma lei contra a negação do Holocausto em 1992. O argumento de que as leis que punem a negação do Holocausto são incompatíveis com a Convenção Europeia dos Direitos Humanos e a Declaração Universal dos direitos humanos foram rejeitados por instituições do Conselho da Europa (a Comissão Europeia dos Direitos Humanos e o Tribunal Europeu dos Direitos Humanos) e também pelo Comitê de Direitos Humanos da ONU.
Os historiadores Raul Hilberg, Richard J. Evans, Pierre Vidal-Naquet, e Timothy Garton Ash se opõem a leis desse tipo. Assim como outras figuras de destaque como Christopher Hitchens, Peter Singer, e Noam Chomsky, que escreveu:
| “ | Parece-me um escândalo que seja mesmo necessário debater essas questões dois séculos depois que Voltaire defendeu o direito à liberdade de expressão para pontos de vista que ele detestava. É um péssimo serviço à memória das vítimas do holocausto adotar uma doutrina central de seus assassinos. | ” |
|   | — Noam Chomsky. |   |

Uma questão judicial foi gerada quando Serge Thion usou um dos artigos de Chomsky sem a sua permissão explicita como prefácio de um livro escrito por um negacionista do Holocausto (ver Caso Faurisson).
Em janeiro de 2019, em uma entrevista ao The New Yorker a respeito da publicação de seu livro, Antisemitism: Here and Now, a historiadora do Holocausto Deborah E. Lipstadt expressou sua oposição às leis contra a expressão da negação do Holocausto:
| “ | Ainda sou um firme oponente das leis contra a negação do Holocausto. Em primeiro lugar, sou um defensor muito ferrenho da Primeira Emenda. Tendo sido processado por difamação e tendo isso na minha vida por cerca de seis anos, estou mais do que nunca. Mesmo que a difamação não seja abrangida pela Primeira Emenda, [David Irving] não teria sido capaz de me processar neste país porque ele era uma figura pública. Mas também não acho que essas leis sejam eficazes. Esqueça a moralidade - eu não acho que eles funcionam. Acho que eles transformam tudo o que está sendo proibido em fruto proibido. Vimos isso na Alemanha, quando Mein Kampf foi liberado do embargo há alguns anos. As pessoas compraram porque, de repente, era algo que podiam pegar. Só não acho que essas leis funcionem. E a terceira razão pela qual me oponho a eles é que não quero que os políticos tomem uma decisão sobre o que pode e o que não pode ser dito. Isso me assusta enormemente. | ” |

Essas leis também foram criticadas com o fundamento de que a educação é mais eficaz do que a legislação no combate à negação do Holocausto e que as leis transformarão em mártires aqueles presos por sua violação.